# کیوئیچی توکودا
کیوئیچی توکودا (به ژاپنی: 徳田 球一, Tokuda Kyūichi); ۱۲ سپتامبر ۱۸۹۴ – ۱۴ اکتبر ۱۹۵۳) سیاستمدار و اولین رئیس حزب کمونیست ژاپن از سال ۱۹۴۵ تا زمان مرگش در سال ۱۹۵۳ اهل ژاپن بود.